# Brackierjagd
Die Brackierjagd (auch Brackjagd, Brackenjagd, Brackieren oder laute Jagd) ist eine Jagdart, bei der spurlaute Jagdhunde, oftmals Bracken, das Wild aufstöbern und über lange Distanzen zu den Jägern treiben.

## Ablauf
Der Hund wird geschnallt, d. h. von der Leine genommen und sucht langsam und stetig, mit tiefer Nase sein Wild, um dessen Fährte zu folgen, das Wild hochzujagen und dem Jäger zuzuführen. Das Wild folgt seinen gewohnten Wechseln und Pässen. Beim Verfolgen soll der Hund Spurlaut geben: Ein hoher, aufgeregter Laut, der dem Jäger anzeigt, dass der Hund auf einer Fährte ist und das Wild verfolgt. In weitem Bogen treibt er dann das Wild dem Schützen zu, der an Wechseln oder Pässen abgestellt ist.
Brackiert wird üblicherweise nur in großen, geschlossenen Gebieten. Im deutschsprachigen Raum sind meist Fuchs und Hase, früher auch Rothirsch, Ziel der Brackierjagd sowie, in Skandinavien auch Reh und Elch. 
Mit der fortschreitenden Kultivierung von Mooren und Heiden und der zunehmenden Erschließung der Wälder verlor die Brackierjagd im deutschsprachigen Raum zunehmend an Bedeutung.

## Recht

### Deutschland
In Deutschland darf nach § 19 Abs. 1 Nr. 16 Bundesjagdgesetz die Brackierjagd nur auf Flächen von mindestens 1.000 ha ausgeübt werden.